# كفر المغربي
قرية كفر المغربي هي إحدى القرى التابعة لمركز العدوة بمحافظة المنيا في جمهورية مصر العربية. حسب إحصاءات سنة 2006، بلغ إجمالي السكان في كفر المغربي 4716 نسمة، منهم 2425 رجلا و2291 امرأة.